# Novooleksandrivka, Nîjni Sirohozî
Novooleksandrivka (în ucraineană Новоолександрівка) este o comună în raionul Nîjni Sirohozî, regiunea Herson, Ucraina, formată numai din satul de reședință.

## Demografie
Componența lingvistică a comunei Novooleksandrivka
     Ucraineană (91,17%)
     Rusă (7,52%)
     Română (1,1%)
     Alte limbi (0,15%)
Conform recensământului din 2001, majoritatea populației comunei Novooleksandrivka era vorbitoare de ucraineană (91,17%), existând în minoritate și vorbitori de rusă (7,52%) și română (1,1%).